# The Tyde
The Tyde is een Amerikaanse indierockband uit Los Angeles.

## Bezetting
Leden
- Darren Rademaker (zang, gitaar)
- Ben Knight (gitaar)
- Brent Rademaker (basgitaar)
- Colby Buddelmeyer
- Ric Menck (drums)
- Richard Gowen
- Bobby Rodriguez

Voormalige leden
- Ann Do Rademaker (keyboards)
- Christopher Gunst (drums)
- Dave Scher (gitaar)
- Josh Schwartz
- Dane Garrard

## Geschiedenis
Hun roots nagaand tot de indierockband Further van de vroege jaren 1990, vermeldde The Tyde Felt, The Beach Boys en The Byrds als hun grote invloeden. Ze zijn niet te verwarren met de band The Tyde uit Iowa uit de late jaren 1960, bekend door songs als Psychedelic Pill en Lost.
De albums Once (2001) en Twice (2003) toonden hun voorliefde voor surfen. De voorgaande bevat de song North Country Times, over de doorgebrachte tijd in het surfersparadijs Encinitas.
Brent Rademaker speelde ook basgitaar bij The Beachwood Sparks met Christopher Gunst. Hij verdeeld nu zijn tijd tussen The Tyde en zijn nieuwe band Frausdots. Bij Gunsts nieuwe band Mystic Chords of Memory speelt ook Ben Knight.
Hun derde album Three's Co werd uitgebracht in 2006 (april in het Verenigd Koninkrijk, juli in Japan, augustus in de Verenigde Staten) en bevat gastoptredens van Mickey Madden van Maroon 5 en Conor Deasy van The Thrills.

## Discografie

### Singles
- 2000: Strangers Again / Improper
- 2001: All My Bastard Children / Silver's Okay Michelle
- 2001: The World's Strongest Man / Sullen Eyes
- 2002: Blood Brothers EP
- 2003: Go Ask Yer Dad / Henry VIII
- 2003: Go Ask Yer Dad / Blood Brothers (7"/CD single met Play It As It Lays)
- 2004: Look By In Anger / Roadrunner
- 2007: Hung Up van Through the Wildress: a tribute to Madonna (Manimal Vinyl)

### Albums
- 2001: Once
- 2003: Twice
- 2006: Three's Co.
- 2016: Darren 4